# سنگ بسم‌الله

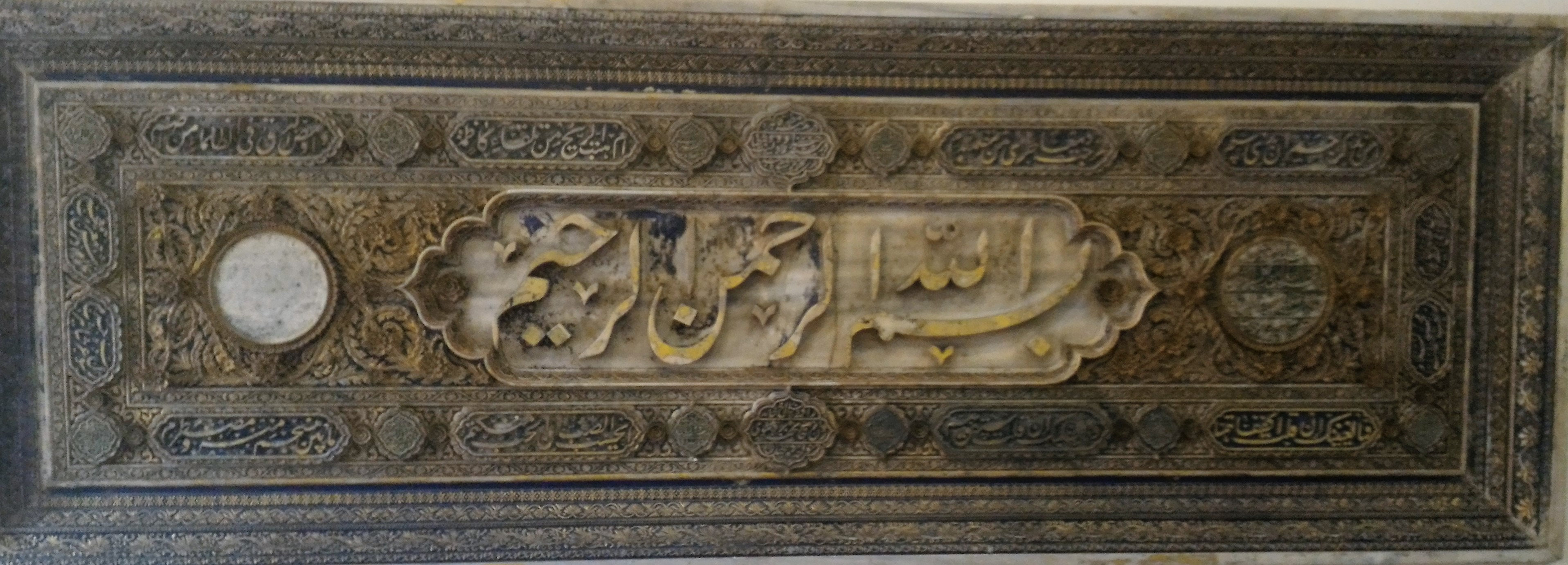
سنگ بسم‌الله

س‍ن‍گ بسم‌الله سنگ نوشته ایست که در ق‍‍اه‍ره ب‍ه ج‍‍ه‍ت ق‍ب‍ر پ‍ی‍‍ام‍ب‍ر اسلام ساخته ش‍ده و اث‍ر محمدعلی قوچانی ملقب به م‍ی‍رزا س‍ن‍گ‍لاخ اس‍ت.
میرزا سنگلاخ این سنگ نوشته را در زمان اقامت خود در مصر در سال ۱۲۷۰ قمری تهیه و ب‍ه درب‍‍ار ع‍ث‍م‍‍ان‍‍ی ب‍رده ب‍ود ول‍‍ی در اث‍ر ب‍‍ی ت‍وج‍‍ه‍‍ی س‍ل‍ط‍ان ع‍ث‍م‍‍ان‍‍ی به خواسته وی، آن را با خود ب‍ه تب‍ری‍ز آورده و به نمایش گذارد. 

## مشخصات سنگ
سنگ از جنس مرمر با ابعاد سه متر و هفتاد سانتی‌متر، و عرض یک متر و سی سانتی‌متر، و قطر سی و پنج سانتی‌متر، با وزن تقریبی سه تُن که به زیبایی حجّاری و تذهیب شده و در وسط آن لفظ «بِسْمِ اللَّهِ الرَّحْمنِ الرَّحِیمِ» با قلم سه دانگ نستعلیق در عمق ۵ سانتی‌متر آن تراشیده شده‌است و در حاشیه، چهار بیت از اول قصیده شرف‌الدین بوصیری حجاری شده و در فواصل مصراع‌های اشعار، القاب پیغمبر در داخل ترنجی دیده می‌شود.
در دو طرف متن (بسم الله) دو دایره قرار دارد که یکی عبارت ترکی (سید الکونین و فخرالعالمین رسالت پناه علیه السلام جنابلرنیک حرم محترملرینه) و در دایره دیگر عبارت (سلطان البرین والبحرین و خادم الحرمین شریفین عبدالعزیزین حضرتلرنیک تقدیم الوبدور) آمده، که به خاطر اختلافی که میرزای سنگلاخ با سلطان عثمانی پیدا کرده، کلا این عبارت شکسته و پاک شده‌است. در طرف راست و چپ حاشیه سنگ دو بیت شعر فارسی آورده شده‌است با این مضمون:
| سخن گوی ای کلک شیرین کلام |  | زنعت محمد علیه السلام  |
| رسول عرب شاه یثرب حرم     |  | غلام درش هم عرب هم عجم |

و در وسط حاشیه بالا میان ترنجی بزرگ عبارت (در مدینه قاهره مصر در سنه هزار و دویست و هفتاد به رشته تحریر کشیده شد) که تاریخ پایان این سنگ نوشته است. در قسمت پایین و قرینه آن عبارت (راقمه سنگلاخ خامه روان - ز خامه تحفه برد سوی خواجه دو جهان) که نام خالق اثر است.

## سرگذشت سنگ
میرزا سنگلاخ مدت ۸ سال در قاهره روی سنگ کار کرد تا روی مرقد پیامبر در مدینه نصب کند. اما به دلیل سنگین بودن، آن را به محمدعلی پاشا حاکم مصر تقدیم نمود. گفته شده‌است به دلیل آنکه پاداشی دریافت نکرد، آن را با کشتی به دربار عثمانی می‌برد و وقتی از سلطان عبدالعزیز نیز مأیوس می‌گردد تصمیم می‌گیرد به ایران آورده و در حرم امام هشتم نصب نماید. سرانجام پس از گذر از راهی طولانی و زحمات زیاد و علی‌رغم مساعدت‌های ناصرالدین شاه و میرزا جعفر مشیرالدوله انتقال سنگ میسر نشده و مجبور می‌شود آنرا در بقعه سیدابراهیم تبریز بگذارد.
پس از مرگ میرزا سنگلاخ سنگ را در کنار مقبره اش در بقعه سیدابراهیم در تبریز نصب کردند. سنگ بسم الله به دلیل اهمیتی که داشت به موزه آذربایجان منتقل شد و در این موزه نگهداری می‌شود.